# VR-Baureihe Vr12

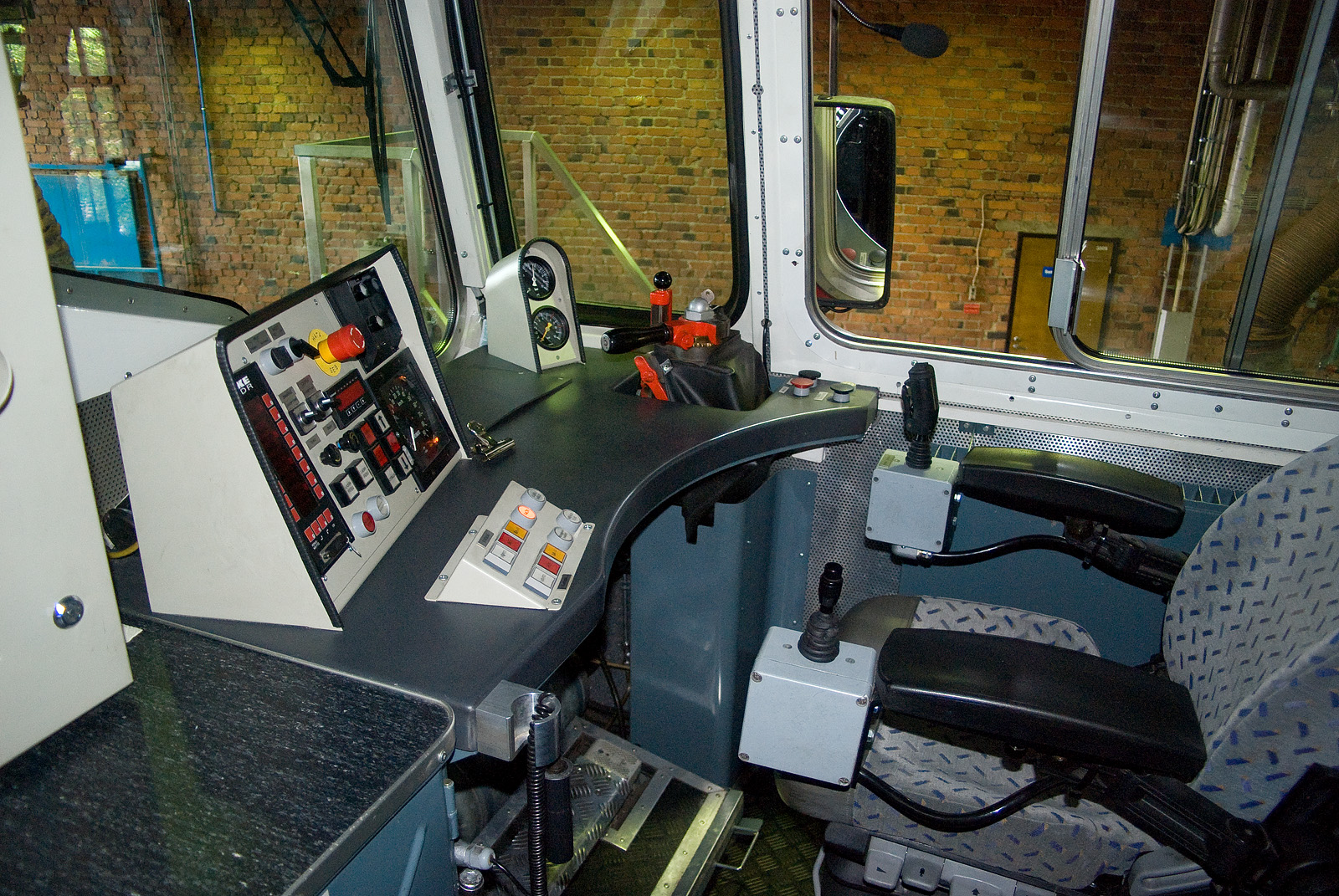
Führerstand einer Dr14

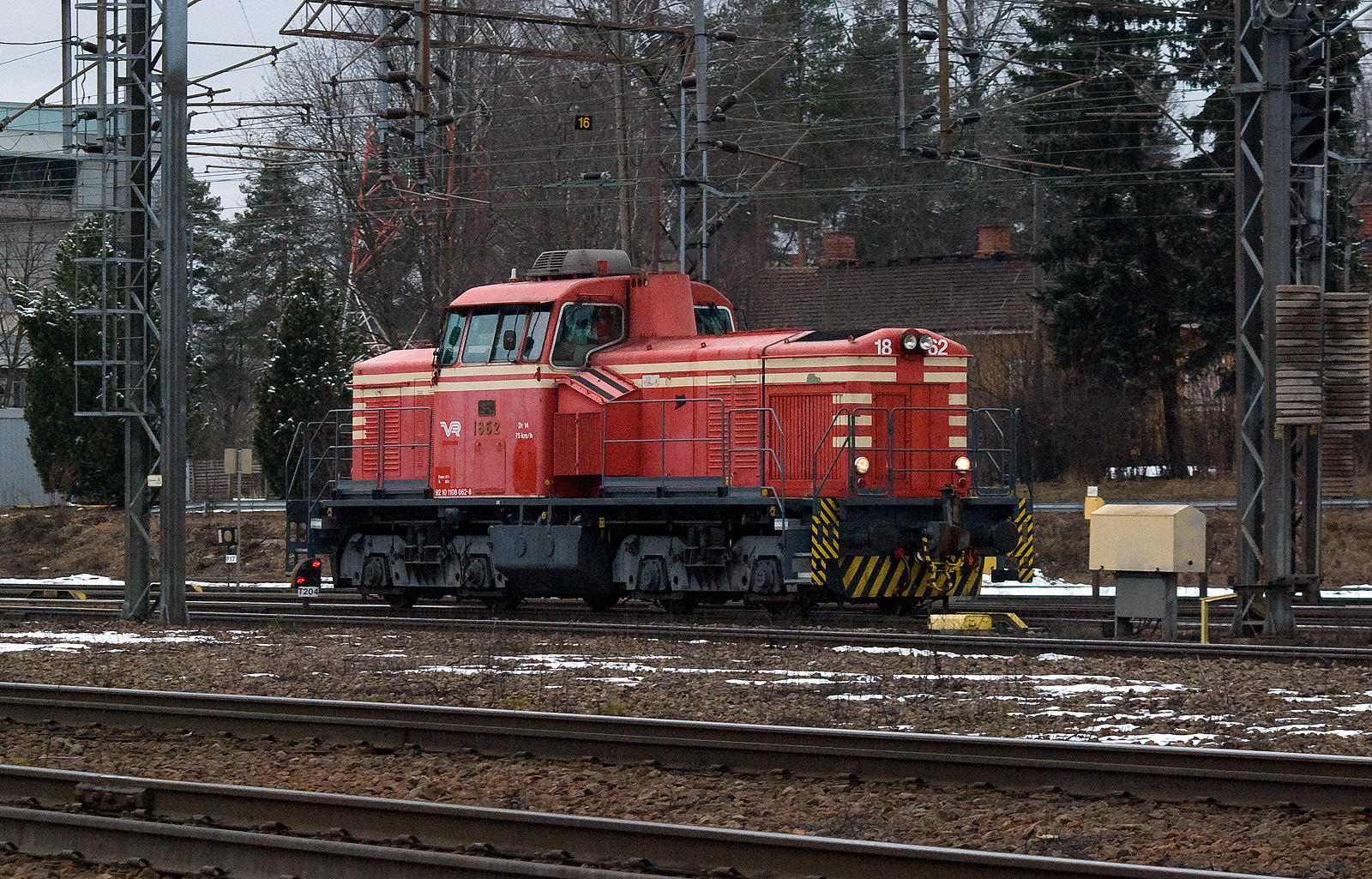
Dr14 1862

Die Baureihe Vr12 sind schwere vierachsige dieselhydraulische Lokomotiven, die zwischen 1968 und 1971 von der Finnischen Staatsbahn (VR) beschafft wurde. Es wurden 24 Lokomotiven mit der Achsfolge B’B’ gebaut.
Die Lokomotiven werden vorrangig im schweren Verschubdienst und zusätzlich für die Beförderung von Güterzügen eingesetzt. Es sind die einzigen schweren Rangierlokomotiven der VR. Sie ersetzten zahlreiche Dampflokomotiven der Baureihe O1, die mit der Nummerplanumstellung 1942 zur Baureihe Vr3 wurde.

## Geschichte
Zwei Vorserienlokomotiven wurden 1969 ausgeliefert. Von 1970 bis 1971 erfolgte die Auslieferung der Serienlokomotiven.

## VR-Baureihe Dr14
Im Rahmen des Umzeichnungsplanes von 1976 wurden die Lokomotiven ab diesem Zeitpunkt als Baureihe Dr14 geführt. Die Lokomotiven sind unter anderem in Helsinki, Kilpilahti, Tampere, Kotka, Imatra, Vainikkala und Kokkola im schweren Verschubdienst eingesetzt.
Vom Güterbahnhof in Kouvola sind sie mit Kurzstrecken-Güterzügen unterwegs. Zudem wurden sie von Pasila nach Hakkila, Sköldvik und Kauniainen im Güterverkehr eingesetzt.

## Technik
Die Lokomotiven besitzen einen Dieselmotor (MAN R8V 22/30 ATL) mit einer Antriebsleistung von 875 kW, Turbolader und Zwischenluftkühlung und ein hydraulisches Getriebe vom Typ L206 von Voith. Die Kraftübertragung zu den Radsätzen erfolgt über die Zapfwellen.
Der Lokrahmen ruht auf zwei zweiachsigen Drehgestellen. Das Mittelführerhaus hat Fahrpulte für beide Richtungen.
Die Masse der Lokomotive kann durch zusätzliche Gewichte erhöht werden, die auf den Laufbrücken befestigt sind. Alle Lokomotiven sind mit Funksteuergeräten ausgestattet. Mehrere Lokomotiven sind mangels Ausstattung mit dem Zugbeeinflussungssystem ATP-VR/RHK (ein EBICAB-900-System, in Finnland JKV, finnisch junakulunvalvonta genannt), generell nur für eine Höchstgeschwindigkeit von 35 km/h zugelassen.
Zwischen 2002 und 2005 wurden alle Lokomotiven im Rahmen einer Modernisierung von Maschinenbau Hyvinkää auf aktuellen Standard hochgerüstet, wobei die Motoren und die hydraulische Kraftübertragung erhalten blieben. Neben der kompletten Neulackierung wurden die Fenster des Führerhauses an den Vorder- und Rückseiten abgesenkt, um dem Lokführer eine bessere Sicht auf die Pufferbohle zu ermöglichen. Die Lokomotiven wurden zudem mit einem Schalldämpfer ausgestattet.
Funksteuergeräte erhielten die Lokomotiven ab Ende 2008. Im Zusammenhang mit diesem Umbau wurden die Geländer und Treppen der Rangierbrücken angepasst.

## Zukunftsaussichten
Durch die Modernisierungsmaßnahmen wird mit einem Lebenszyklus der Lokomotiven bis in den Zeitraum 2019 bis 2025 geplant.

## Verbleib
Dr14 1867 wurde am 3. September 2023 von Kouvola mit eigener Kraft nach Pieksämäki zur Ersatzteilentnahme gefahren.
Am 12. Dezember 2024 standen Dr14 1853, 1867 und 1870 abgestellt in der Maschinenwerkstatt Pieksämäki.